# Басин, Вадим Борисович
Вадим Борисович Басин (23 ноября 1962; Семипалатинск, Казахская ССР, СССР) — казахстанский работник промышленности, металлург. Герой Труда Казахстана (2020), лауреат Государственной премии РК в области науки и техники имени аль-Фараби (2017).
Исполнительный директор АО «АрселорМиттал Темиртау» (с 2017 года по февраль 2021).
АО «Qarmet» с 8 декабря 2023 года 

## Биография
Родился 23 ноября 1962 года в Семипалатинске.
В 1985 году окончил Карагандинский политехнический институт по специальности «Автоматизация и электрификация горных работ», в 1990 году Томский институт автоматизированных систем управления и радиоэлектроники по специальности «Промышленная электроника».
Трудовую деятельность на металлургическом комбинате Вадим Басин начал в 1986 году в качестве электромонтера.
С 1986 по 1995 год — электромонтер на металлургическом комбинате.
С 1995 по 2003 год — заместитель начальника цеха по электрооборудованию аглофабрики комбината.
С 2003 по 2011 год — главный энергетик АО «АрселорМиттал Темиртау».
С 2011 по 2013 год — директор по ремонтам АО «АрселорМиттал Темиртау».
С 2013 по 2016 год — заместитель исполнительного директора по ремонтам АО «АрселорМиттал Темиртау».
С октябрь 2016 по апрель 2017 год — директор по производству стального департамента АО «АрселорМиттал Темиртау».
С апрель 2017 года — по февраль 2021 исполнительный директор АО «АрселорМиттал Темиртау».

С декабря 2023 генеральный директор  компании "Qarmet".

## Награды
- 2017 (6 декабря) — Государственная премия Республики Казахстан в области науки и техники имени аль-Фараби за работу на тему «Разработка технологий мирового уровня по вовлечению в переработку низкокачественного (высокофосфористого бурожелезнякового) и техногенного сырья, обеспечивающих рост конкурентоспособности производства стали, и их коммерциализация».[5][6]
- 2018 (6 декабря) — звания «Почётный гражданин города Темиртау»[7][8]
- 2019 (29 ноября) — Орден Курмет[9]
- 2020 (3 декабря) — Звание «Қазақстанның Еңбек Ері» с вручением знака особого отличия Золотой звезды (Алтын жұлдыз) и ордена «Отан» за выдающиеся достижения в экономическом развитии Республики Казахстан и производственной деятельности[10]